# Alte Elde bei Kuppentin, Fahrenhorst und Bobziner Zuschlag
Alte Elde bei Kuppentin, Fahrenhorst und Bobziner Zuschlag este o arie protejată (arie specială de conservare — SAC, sit de importanță comunitară — SCI) din Germania întinsă pe o suprafață de 616 ha, integral pe uscat.

## Localizare
Centrul sitului Alte Elde bei Kuppentin, Fahrenhorst und Bobziner Zuschlag este situat la coordonatele 53°29′17″N 12°04′02″E / 53.4881°N 12.0672°E.

## Înființare
Situl Alte Elde bei Kuppentin, Fahrenhorst und Bobziner Zuschlag a fost declarat sit de importanță comunitară în decembrie 1999 pentru a proteja 7 specii de animale. Situl a fost protejat și ca arie specială de conservare în august 2016.

## Biodiversitate
Situată în ecoregiunea continentală, aria protejată conține 10 habitate naturale: Ape puternic oligomezotrofe cu vegetație bentonică cu Chara spp., Lacuri eutrofice naturale cu vegetație de tip Magnopotamion sau Hydrocharition, Cursuri de apă de la nivel de câmpie la nivel montan, cu vegetație Ranunculion fluitantis și Callitricho-Batrachion, Pajiști cu Molinia pe soluri calcaroase, turboase sau argilos-nămoloase (Molinion caeruleae), Fânețe de joasă altitudine (Alopecurus pratensis, Sanguisorba officinalis), Mlaștini turboase de tranziție și turbării mișcătoare, Păduri de fag Luzulo-Fagetum, Păduri de fag Asperulo-Fagetum, Mlaștini împădurite, Păduri aluvionare cu Alnus glutinosa și Fraxinus excelsior (Alno-Padion, Alnion incanae, Salicion albae).
La baza desemnării sitului se află mai multe specii protejate:
- amfibieni (2): buhai de baltă cu burta roșie (Bombina bombina), triton cu creastă (Triturus cristatus)
- mamifere (2): castor (Castor fiber), vidră de râu (Lutra lutra)
- nevertebrate (1): Osmoderma eremita
- pești (2): zglăvoacă (Cottus gobio), cicar (Lampetra planeri)